# Beauty and the Beast (trilha sonora de 2017)
Beauty and the Beast (Original Motion Picture Soundtrack) é uma trilha sonora do filme de 2017 da Walt Disney Pictures, Beauty and the Beast. Contém em sua maior parte regravações de canções originais do filme de mesmo nome lançado em 1991, compostas por Howard Ashman e Alan Menken. Menken retorna para produzir novas instrumentais, além de novas letras em parceria com Tim Rice. O álbum foi disponibilizado para pré-venda nas plataformas digitais em 3 de fevereiro de 2017 com a versão de Ariana Grande & John Legend para "Beauty and the Beast" liberada.
A trilha sonora apresenta interpretações do elenco para as suas canções, sendo eles Audra McDonald, Emma Watson, Luke Evans, Kevin Kline, Josh Gad, Ewan McGregor, Emma Thompson, Gugu Mbatha-Raw, Ian McKellen, Adam Mitchell, Stanley Tucci, Clive Rowe, Dan Stevens e Nathan Mack, além de covers gravados por Ariana Grande, John Legend, Céline Dion e Josh Groban. Em 19 de janeiro de 2017, a Disney e Celine Dion confirmaram que a intérprete da trilha original voltará para cantar uma das novas músicas originais, How Does a Moment Last Forever, que será tocada nos créditos finais.

## Lista de faixas
Todas as músicas compostas por Alan Menken. Canções originalmente escritas para a versão de 1991 foram escritas por Howard  Ashman. Letras para as canções originais foram escritas por Tim Rice.
| Beauty and the Beast (Original Motion Picture Soundtrack) – Disco 1 |                                               | |         |  |
| N.º                                                                 | Título                                        | Intérprete(s)                                                                                         | Duração |  |
| 1.                                                                  | "Overture"                                    | Alan Menken                                                                                           | 3:05    |  |
| 2.                                                                  | "Main Title: Prologue, Part 1"                | Menken                                                                                                | 0:42    |  |
| 3.                                                                  | "Aria"                                        | Audra McDonald                                                                                        | 1:02    |  |
| 4.                                                                  | "Main Title: Prologue, Part 2"                | Menken                                                                                                | 2:21    |  |
| 5.                                                                  | "Belle"                                       | Emma Watson, Luke Evans & Ensemble - Beauty and the Beast                                             | 5:33    |  |
| 6.                                                                  | "How Does a Moment Last Forever (Music Box)"  | Kevin Kline                                                                                           | 1:03    |  |
| 7.                                                                  | "Belle (Reprise)"                             | Watson                                                                                                | 1:15    |  |
| 8.                                                                  | "Gaston"                                      | Josh Gad, Evans & Ensemble - Beauty and the Beast                                                     | 4:25    |  |
| 9.                                                                  | "Be Our Guest"                                | Ewan McGregor, Emma Thompson, Gugu Mbatha-Raw & Ian McKellen                                          | 4:48    |  |
| 10.                                                                 | "Days in the Sun"                             | Adam Mitchell, Stanley Tucci, McGregor, Mbatha-Raw, McKellen, Thompson, Watson, McDonald & Clive Rowe | 2:40    |  |
| 11.                                                                 | "Something There"                             | Watson, Dan Stevens, McGregor, McKellen, Thompson, Nathan Mack & Mbatha-Raw                           | 2:54    |  |
| 12.                                                                 | "How Does a Moment Last Forever (Montmartre)" | Watson                                                                                                | 1:55    |  |
| 13.                                                                 | "Beauty and the Beast"                        | Thompson                                                                                              | 3:19    |  |
| 14.                                                                 | "Evermore"                                    | Stevens                                                                                               | 3:14    |  |
| 15.                                                                 | "The Mob Song"                                | Evans, Gad, Thompson, McKellen, Tucci, Mack, Mbatha-Raw, McGregor & Ensemble - Beauty and the Beast   | 2:28    |  |
| 16.                                                                 | "Beauty and the Beast (Finale)"               | McDonald, Thompson & Ensemble - Beauty and the Beast                                                  | 2:14    |  |
| 17.                                                                 | "How Does a Moment Last Forever"              | Céline Dion                                                                                           | 3:37    |  |
| 18.                                                                 | "Beauty and the Beast"                        | Ariana Grande & John Legend                                                                           | 3:47    |  |
| 19.                                                                 | "Evermore"                                    | Josh Groban                                                                                           | 3:09    |  |

| Beauty and the Beast (Original Motion Picture Soundtrack) – Disco 1 (Deluxe Edition) |                                                      |               |         |  |
| N.º                                                                                  | Título                                               | Intérprete(s) | Duração |  |
| 20.                                                                                  | "Aria (Demo)"                                        | Menken        | 0:36    |  |
| 21.                                                                                  | "How Does a Moment Last Forever (Music Box) [Demo]"  | Menken        | 0:59    |  |
| 22.                                                                                  | "Days in the Sun (Demo)"                             | Menken        | 3:30    |  |
| 23.                                                                                  | "How Does a Moment Last Forever (Montmartre) [Demo]" | Menken        | 1:21    |  |
| 24.                                                                                  | "Evermore (Demo)"                                    | Menken        | 2:55    |  |

| Beauty and the Beast (Original Motion Picture Soundtrack) – Disco 2 |                          |         |  |
| N.º                                                                 | Título                   | Duração |  |
| 1.                                                                  | "Main Title: Prologue"   | 3:01    |  |
| 2.                                                                  | "Belle Meets Gaston"     | 0:54    |  |
| 3.                                                                  | "Your Mother"            | 2:13    |  |
| 4.                                                                  | "The Laverie"            | 1:22    |  |
| 5.                                                                  | "Wolf Chase"             | 3:14    |  |
| 6.                                                                  | "Entering the Castle"    | 1:18    |  |
| 7.                                                                  | "A White Rose"           | 3:57    |  |
| 8.                                                                  | "The Beast"              | 4:03    |  |
| 9.                                                                  | "Meet the Staff"         | 1:00    |  |
| 10.                                                                 | "Home (Extended Mix)"    | 2:04    |  |
| 11.                                                                 | "Madame de Garderobe"    | 1:28    |  |
| 12.                                                                 | "There's a Beast"        | 2:02    |  |
| 13.                                                                 | "A Petal Drops"          | 1:02    |  |
| 14.                                                                 | "A Bracing Cup of Tea"   | 2:06    |  |
| 15.                                                                 | "The West Wing"          | 2:58    |  |
| 16.                                                                 | "Wolves Attack Belle"    | 3:17    |  |
| 17.                                                                 | "The Library"            | 3:05    |  |
| 18.                                                                 | "Colonnade Chat"         | 2:53    |  |
| 19.                                                                 | "The Plague"             | 0:51    |  |
| 20.                                                                 | "Maurice Accuses Gaston" | 2:01    |  |
| 21.                                                                 | "Beast Takes a Bath"     | 1:21    |  |
| 22.                                                                 | "The Dress"              | 1:01    |  |
| 23.                                                                 | "You Must Go to Him"     | 2:50    |  |
| 24.                                                                 | "Belle Stops the Wagon"  | 2:42    |  |
| 25.                                                                 | "Castle Under Attack"    | 4:20    |  |
| 26.                                                                 | "Turret Pursuit"         | 2:12    |  |
| 27.                                                                 | "You Came Back"          | 5:13    |  |
| 28.                                                                 | "Transformations"        | 4:06    |  |

## Edição brasileira
A Bela e a Fera (Trilha Sonora Original em Português) é a versão brasileira da trilha sonora de Beauty and the Beast. Foi lançada no formato de download digital juntamente com a trilha sonora no idioma original em 10 de março de 2017. A versão física foi lançada em 31 de março de 2017.
As versões em português são de Telmo Perle Münch e Mariana Elisabetsky. A direção musical ficou a cargo de Nandu Valverde.
| Lista de faixas |                                               |                                                                                                |         |  |
| N.º             | Título                                        | Intérprete(s)                                                                                  | Duração |  |
| 1.              | "Overture"                                    | Alan Menken                                                                                    | 3:05    |  |
| 2.              | "Prólogo, Parte 1"                            | Menken                                                                                         | 0:42    |  |
| 3.              | "Ária"                                        | Simone Luiz                                                                                    | 1:02    |  |
| 4.              | "Prólogo, Parte 2"                            | Menken                                                                                         | 2:21    |  |
| 5.              | "Bela"                                        | Giulia Nadruz, Nando Pradho & Coro - A Bela e A Fera                                           | 5:33    |  |
| 6.              | "Cores dos Momentos: Caixinha de Música"      | Rodrigo Miallaret                                                                              | 1:03    |  |
| 7.              | "Bela (Reprise)"                              | Nadruz                                                                                         | 1:15    |  |
| 8.              | "Gaston"                                      | Alírio Bossle Neto, Pradho & Coro - A Bela e A Fera                                            | 4:25    |  |
| 9.              | "Seja a Nossa Convidada"                      | Ivan Parente, Cidalia Castro, Bianca Tadini & Nill de Pádua                                    | 4:48    |  |
| 10.             | "Doce Visão"                                  | Gabriel Cordeiro, Sérgio Rufino, Parente, Tadini, Pádua, Castro, Nadruz, Tony Germano & Luiz   | 2:40    |  |
| 11.             | "Alguma Coisa Acontece"                       | Nadruz, Fábio Azevedo, Parente, Pádua, Castro, Tadini & Cordeiro                               | 2:54    |  |
| 12.             | "Cores dos Momentos: Paris da Minha Infância" | Nadruz                                                                                         | 1:55    |  |
| 13.             | "A Bela e a Fera"                             | Castro                                                                                         | 3:19    |  |
| 14.             | "Nunca Mais"                                  | Azevedo                                                                                        | 3:14    |  |
| 15.             | "A Canção da Multidão"                        | Pradho, Bossle Neto, Coro - A Bela e A Fera, Castro, Pádua, Rufino, Cordeiro, Tadini & Parente | 2:28    |  |
| 16.             | "A Bela e a Fera (Final)"                     | Luiz, Castro & Coro - A Bela e A Fera                                                          | 2:14    |  |
| 17.             | "How Does a Moment Last Forever"              | Céline Dion                                                                                    | 3:37    |  |
| 18.             | "Beauty and the Beast"                        | Ariana Grande & John Legend                                                                    | 3:47    |  |
| 19.             | "Evermore"                                    | Josh Groban                                                                                    | 3:09    |  |

### Coro
Créditos retirados do encarte do álbum "A Bela e a Fera (Trilha Sonora Original do Filme)".
- Adriana Quadros
- Amélia Gumes
- Andressa Andreatto
- Andrezza Massei
- Any Gabrielly
- Bruna Guerin
- Clayton Feltra
- Dênia Campos
- Fernando Mendonça
- Fábio Cadôr
- Gabriel Cordeiro
- Julio Cesar (Dui)
- Kaleb Figueiredo
- Karine Quesia
- Marcos Tumura
- Matheus Guerra
- Monica Toniolo
- Márcia Fernandes
- Nandu Valverde
- Nicolas Cruz
- Nill De Pádua
- Raquel Carlotti
- Reinaldo Almeida
- Ricardo Fabio
- Saulo Javan Jervolino
- Saulo Vasconcelos
- Sylvia Salustti
- Thaynara Bergamim
- Thaynara Roverso
- Thiago Machado
- Tony Germano
- Tânia Viana
- Yudchi Taniguti

## Edição portuguesa
A Bela e o Monstro (Banda Sonora Original em Português) é a versão portuguesa da banda sonora de Beauty and the Beast. Foi lançada no formato de download digital juntamente com a banda sonora no idioma original em 10 de março de 2017.
Todas as músicas compostas por Alan Menken. Canções originalmente escritas para a versão de 1991 foram escritas por Howard  Ashman. Letras para as canções originais foram escritas por Tim Rice.
| Lista de faixas |                                                      | |         |  |
| N.º             | Título                                               | Intérprete(s)                                                                                         | Duração |  |
| 1.              | "Overture"                                           | Alan Menken                                                                                           | 3:05    |  |
| 2.              | "Prólogo, Parte 1"                                   | Menken                                                                                                | 0:42    |  |
| 3.              | "Ária"                                               | Sofia Escobar                                                                                         | 1:02    |  |
| 4.              | "Prólogo, Parte 2"                                   | Menken                                                                                                | 2:21    |  |
| 5.              | "Bela"                                               | Ines Martins, Marco Santos & Elenco - A Bela e o Monstro                                              | 5:33    |  |
| 6.              | "Como um Instante se Torna Eterno (Caixa de Música)" | Paulo Ramos                                                                                           | 1:03    |  |
| 7.              | "Bela (Reprise)"                                     | Martins                                                                                               | 1:15    |  |
| 8.              | "Gaston"                                             | Ruben Madureira, Marco Santos & Elenco - A Bela e o Monstro                                           | 4:25    |  |
| 9.              | "Para Jantar"                                        | David Ripado, Cláudia Soares, Paula Teixeira, Rui Paulo & Elenco - A Bela e o Monstro                 | 4:48    |  |
| 10.             | "Dias de Sol"                                        | Francisco Fonseca, Tó Cruz, Ripado, Teixeira, Paulo, Soares, Martins, Escobar & Pedro Pereira         | 2:40    |  |
| 11.             | "Algo Novo"                                          | Martins, Mário Redondo, Ripado, Paulo, Soares, Simão Fonseca & Teixeira                               | 2:54    |  |
| 12.             | "Como um Instante se Torna Eterno (Montmartre)"      | Martins                                                                                               | 1:55    |  |
| 13.             | "A Bela e o Monstro"                                 | Soares                                                                                                | 3:19    |  |
| 14.             | "Um Eterno Amor"                                     | Redondo                                                                                               | 3:14    |  |
| 15.             | "Assalto ao Castelo"                                 | Santos, Madureira, Soares, Paulo, Cruz, Simão Fonseca, Teixeira, Ripado & Elenco - A Bela e o Monstro | 2:28    |  |
| 16.             | "A Bela e o Monstro (Final)"                         | Escobar, Soares & Elenco - A Bela e o Monstro                                                         | 2:14    |  |
| 17.             | "How Does a Moment Last Forever"                     | Céline Dion                                                                                           | 3:37    |  |
| 18.             | "Beauty and the Beast"                               | Ariana Grande & John Legend                                                                           | 3:47    |  |
| 19.             | "Evermore"                                           | Josh Groban                                                                                           | 3:09    |  |

## Desempenho nas tabelas musicais
| Paradas musicais (2017)                                               | Melhor posição |
| --------------------------------------------------------------------- | -------------- |
| Austrália (ARIA)                                                      | 4              |
| Áustria Ö3 Austria Top 40                                             | 10             |
| Bélgica Ultratop de Flandres                                          | 5              |
| Bélgica Ultratop de Valônia                                           | 26             |
| Brasil (Billboard Brasil Ranking iTunes Brasil)                       | 4              |
| Brasil (Billboard Brasil Ranking iTunes Brasil) · (Edição brasileira) | 23             |
| Canadá (Billboard)                                                    | 4              |
| Coreia do Sul (Gaon Album Chart)                                      | 34             |
| Coreia do Sul Álbuns internacionais (Gaon Album Chart)                | 1              |
| Dinamarca (Hitlisten)                                                 | 32             |
| Escócia Albums Chart Top 100 (OCC)                                    | 6              |
| Espanha (PROMUSICAE)                                                  | 60             |
| Estados Unidos Billboard 200                                          | 3              |
| Estados Unidos Soundtrack Albums (Billboard)                          | 1              |
| Finlândia (Suomen virallinen lista)                                   | 23             |
| Países Baixos (MegaCharts)                                            | 44             |
| Irlanda (IRMA)                                                        | 8              |
| México (AMPROFON)                                                     | 11             |
| Noruega (VG-lista)                                                    | 12             |
| Nova Zelândia (RMNZ)                                                  | 7              |
| Polónia (ZPAV)                                                        | 46             |
| Reino Unido Albums (OCC)                                              | 8              |
| Reino Unido Soundtrack Albums (OCC)                                   | 1              |
| Suíça (Schweizer Hitparade)                                           | 19             |

## Certificações
| País              | Certificação | Vendas/Cópias |
| ----------------- | ------------ | ------------- |
| Reino Unido (BPI) | Prata        | 60.000        |